# En marge
Pour plus de détails, voir Fiche technique et Distribution.
En marge (The Edge) est un film américain réalisé par Robert Kramer, sorti en 1968.

## Synopsis
Un activiste antiguerre projette d'assassiner le président des États-Unis.

## Fiche technique
- Titre : En marge
- Titre original : The Edge
- Réalisation : Robert Kramer
- Scénario : Robert Kramer
- Photographie : Robert Machover
- Montage : Robert Machover
- Production : Robert Kramer et Robert Machover
- Société de production : Alpha 60 et Blue Van
- Pays :  États-Unis
- Genre : Drame
- Durée : 100 minutes
- Dates de sortie : 
  - États-Unis :  27 mars 1968

## Distribution
- Tom Griffin : Tom Eliot
- Howard Loeb Babeuf : Bill Raskin
- Jeff Weiss : Max Laing
- Anne Waldman Warsch : Didi Stein
- Sanford Cohen : Peter Stein
- Paul Hultberg : Sinclair Davis
- Catherine Merrill : Sally Kolka
- Russell Parker : Michael Warren
- Gerald Long : Gerry Toller
- Theodora Bergery : Anne Davis
- Randall Conrad : Randall Kates
- Constance Ullman Long : Connie Barker

## Accueil
Le film est cité en troisième position du Top 10 des Cahiers du cinéma pour l'année 1968.
Il fait partie de la sélection de la 7e Semaine de la Critique durant le Festival de Cannes 1968, arrêté à la suite des événements de Mai 1968.